# Gil Aires
Gil Aires (c. 1370 - antes de 1 de Setembro de 1437) foi um cavaleiro do tempo de D. João I, e escrivão da puridade do Condestável D. Nuno Álvares Pereira.
Do pai de Gil Aires apenas se sabe que nasceu em Alegrete, lugar do actual concelho de Portalegre, e sua mãe seria Maria Trabuca. É possível que Gil Aires tenha nascido igualmente no Alentejo, e a proximidade a Flor da Rosa pode explicar as suas relações pessoais e de parentesco com Nuno Álvares Pereira.
Surge pela primeira vez como escrivão da puridade do Condestável numa escritura datada de 28 de Julho de 1404, embora provavelmente já ocupasse o cargo desde antes de 1398. Nesta data supõe-se que teria já mais de vinte e cinco anos.
Surge com o mesmo título, associado ao de criado, em escritura de 29 de Setembro do mesmo ano. Terá sido feito cavaleiro pouco tempo depois, uma vez que já aparece assim designado em outra escritura de 9 de Setembro de 1406, onde conserva também os títulos anteriores.
A 4 de Abril de 1422, procedendo o Condestável a uma nova repartição dos seus bens, querendo desligar-se dos bens terrenos, pouco antes de ingressar no Convento do Carmo como Frei Nuno de Santa Maria, fez-lhe doação, em vida, da quinta de Morfacém, no termo de Almada. No mesmo dia o próprio Gil Aires redige o documento no qual o referido Nuno Álvares Pereira fazia doação do condado de Ourém ao seu neto D. Afonso. Nesse documento se declara que o Condestável havia feito doação a Gil Aires da «barca de Sacavém», com todas as suas rendas e direitos, e do reguengo de Alviela, no termo de Santarém.
No ano seguinte, por escritura de 28 de Julho de 1423, é designado como cavaleiro e vedor da Fazenda para as coisas de Ceuta, o que leva a crer entre a data da escritura de doação de 1422 e esta data tenha cessado as funções de escrivão da puridade do Condestável, certamente devido ao ingresso deste no Convento do Carmo de Lisboa.
Casou com Leonor Rodrigues, que lhe sobreviveu, de quem teve:
- Vasco Gil Moniz, F.C.R., cavaleiro da casa do Infante D. Pedro, de quem foi vedor, criado d' El-Rei D. Duarte.
- Rui Moniz, C.C.R., tesoureiro da moeda de Lisboa.
- Diogo Gil Moniz, cavaleiro da casa do Infante D. Henrique e reposteiro-mor do Infante D. Fernando.
- Isabel Moniz, mulher de Bartolomeu Perestrelo, mãe de Filipa Moniz e sogra de Cristóvão Colombo.[4][5]

Morreu antes de 1 de Setembro de 1437, sendo sepultado no Convento do Carmo em Lisboa, na capela de Nossa Senhora do Pranto, mais tarde chamada da Piedade, que também lhe havia sido doada pelo Condestável.
Em 1928 o Prof. William Entwistle propôs a hipótese de ser Gil Aires, e não Fernão Lopes, o autor da crónica Estoria de Dom Nuno Alvrez Pereyra. Almeida Calado considera igualmente que, mesmo que se considere não existirem provas concludentes, que é Gil Aires o candidato mais provável a autor dessa obra.